# (6857) 1990 QQ
(6857) 1990 QQ (1990 QQ, 1989 BY1) — астероїд головного поясу, відкритий 19 серпня 1990 року.
Тіссеранів параметр щодо Юпітера — 3,541.